# SimAnt
SimAnt est un jeu vidéo de simulation de fourmis, développé et édité chez Maxis en 1991. Il est conçu par Will Wright, le créateur des autres Sims comme SimCity et Les Sims. Le jeu propose au joueur de faire évoluer une jeune reine fourmi pour ensuite prendre contrôle d’une fourmi de la colonie pour conquérir une à une les zones d’un jardin et d’un appartement.
Outre les fourmis rouges et les araignées, le danger provient aussi des pieds humains et de la tondeuse à gazon.
Le but premier de ce jeu est de détruire la reine des fourmis adverses, les fourmis rouges. Pour cela, il faut construire une colonie en creusant et en cherchant de la nourriture. À la première naissance, le personnage est une fourmi ouvrière mais il est aussi possible d'incarner un soldat ou un reproducteur.
Le but est de conquérir l’ensemble du terrain, en prenant le contrôle de toutes les parcelles du terrain. Pour cela, il faut faire naître de futures reines, les faire s’envoler sur une nouvelle parcelle, et démarrer une nouvelle colonie.

## Accueil
| SimAnt          |    |     |
| Dragon Magazine | US | 5/5 |